# Yulia Lozhecko
Yulia Lozhecko, em russo: Юлия Ложечко, (Briansk, 14 de dezembro de 1985) é uma ginasta russa que compete em provas de ginástica artística.
Yulia estreou em competições no ano de 2005, ao participar do Mundial de Melbourne, no qual terminou com a sétima colocação na trave, em prova vencida pela norte-americana Nastia Liukin. No mesmo ano, no Europeu de Debrecen, encerrou medalhista de bronze na prova geral. Dois anos depois, em Amsterdã 2007, Yulia conquistou a medalha de ouro na trave, ao somar 15,675 pontos. Ainda em 2007, no Mundial de Stuttgart, não obteve medalhas, sendo apenas finalista em dois eventos: por equipes e no individual geral (8º)